# Victory Tischler-Blue
Victory Tischler-Blue (ur. 16 września 1959 roku w Newport Beach, Kalifornii, Stanach Zjednoczonych) – amerykańska producentka filmowa, reżyser, fotograf i muzyk. Tischler-Blue rozpoczęła karierę w przemyśle rozrywkowym w wieku 17 lat pod pseudonimem Vicki Blue, jako basistka rockowego zespołu The Runaways. Po odejściu z zespołu w 1978 została zaangażowana w rolę Cindy w filmie Oto Spinal Tap, opowiadającym historię fikcyjnego zespołu heavymetalowego. Jej film Edgeplay był oparty na jej działalności w the Runaways i opowiada ściśle historię zespołu.